# 习酒镇
习酒镇，是中华人民共和国贵州省遵义市习水县下辖的一个乡镇级行政单位。该镇和四川省古蔺县二郎镇隔赤水河相对。

## 行政区划
习酒镇下辖以下地区：
二郎庙社区、瓮坪村、坪头村、大湾村、黄金坪村、临江村、新园村、八一村、石林村、桃竹村和岩寨村。